# Mittainvilliers
Mittainvilliers est une ancienne commune française située dans le département d'Eure-et-Loir en région Centre-Val de Loire, intégrée le 1er janvier 2016 dans la commune nouvelle de Mittainvilliers-Vérigny par fusion simple.

## Géographie

### Situation

Situation géographique
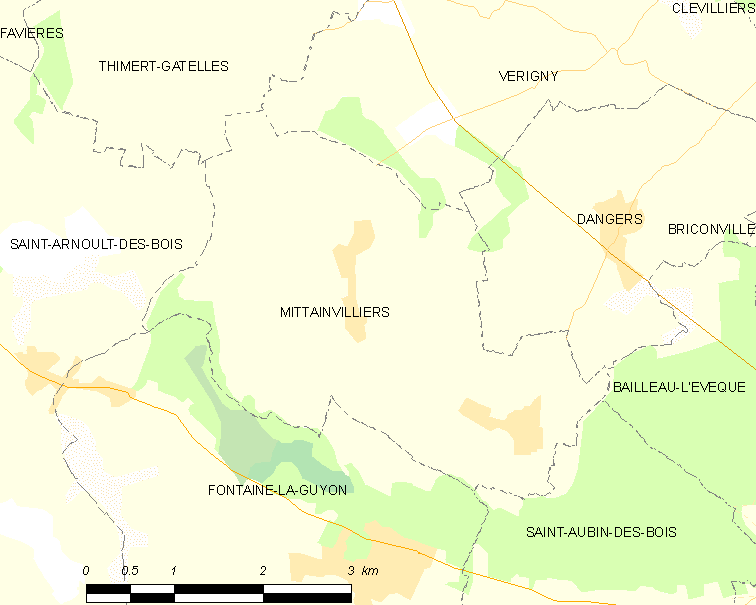
Carte de la commune de Mittainvilliers (2012).

### Communes limitrophes
| Thimert-Gâtelles       | Vérigny         | Dangers              |
| Saint-Arnoult-des-Bois | Mittainvilliers | Bailleau-l'Évêque    |
| Fontaine-la-Guyon      |                 | Saint-Aubin-des-Bois |

### Lieux-dits et écarts
- Châtenay ;
- Genainvilliers ;
- Le Mesnil.

## Toponymie
Le nom de la localité est attesté sous les formes Mitanis Villare en 1123, Mitainvillare en 1172.

## Histoire

### Époque contemporaine

#### XXesiècle
Entre le 29 janvier 1939 et le 8 février, plus de 2 000 réfugiés espagnols fuyant l'effondrement de la république espagnole devant les troupes de Franco, arrivent en Eure-et-Loir. Devant l'insuffisance des structures d'accueil (le camp de Lucé et la prison de Châteaudun rouverte pour l’occasion), 53 villages sont mis à contribution, dont Mittainvilliers. Les réfugiés, essentiellement des femmes et des enfants (les hommes sont désarmés et retenus dans le sud de la France), sont soumis à une quarantaine stricte, vaccinés, le courrier est limité, le ravitaillement, s'il est peu varié et cuisiné à la française, est cependant assuré. Une partie des réfugiés rentrent en Espagne, incités par le gouvernement français qui facilite les conditions du retour, mais en décembre, 922 ont préféré rester et sont rassemblés à Dreux et Lucé.

## Politique et administration

### Liste des maires

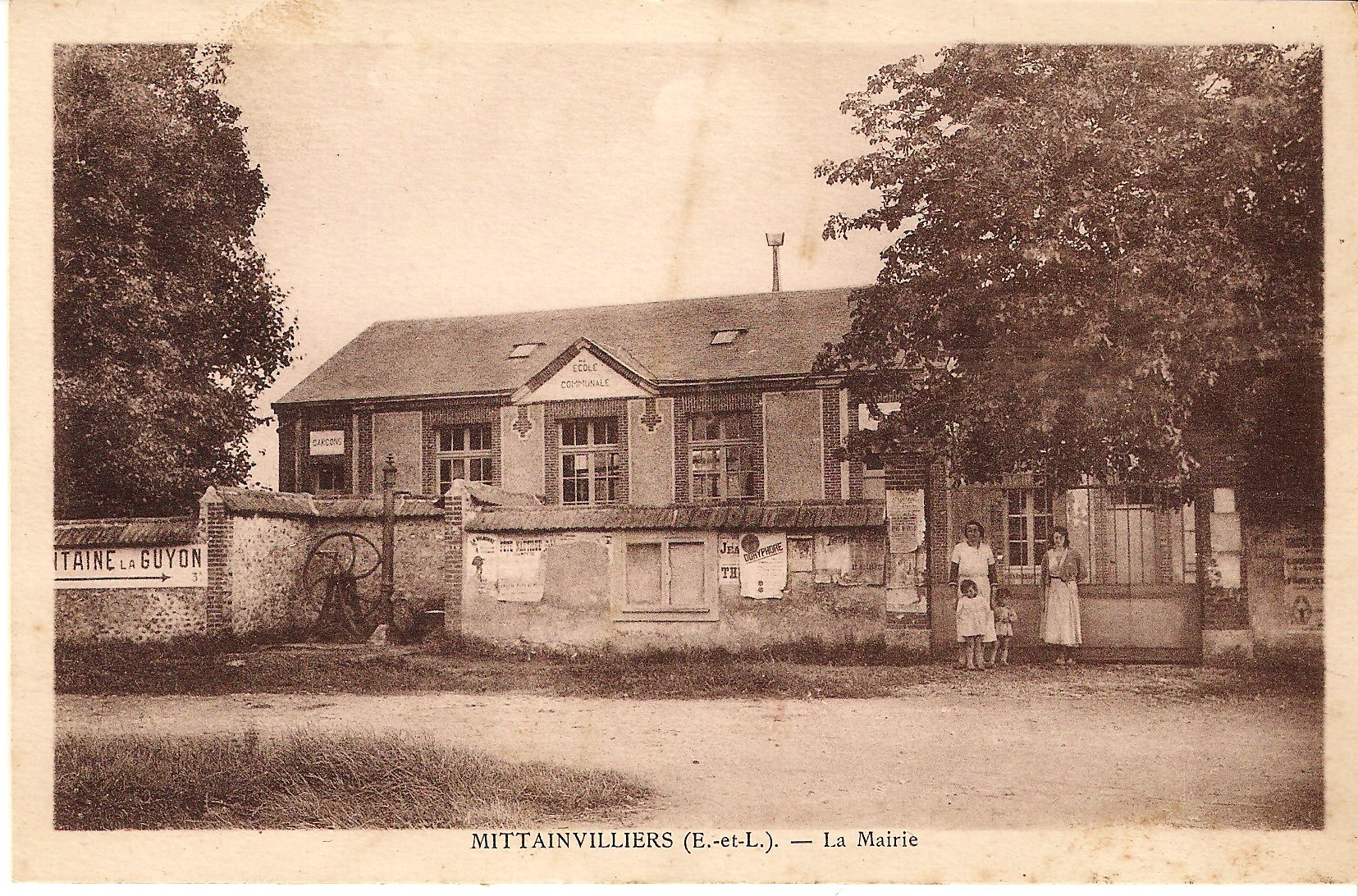
La mairie de Mittainvilliers dans les années 1940.

| Période                                  | Période          | Identité            | Étiquette | Qualité     |
| ---------------------------------------- | ---------------- | ------------------- | --------- | ----------- |
| Les données manquantes sont à compléter. |                  |                     |           |             |
| avant 1988                               | ?                | Fernand Genet       |           |             |
| mars 2001                                | 31 décembre 2015 | Jean-Pierre Pichard | SE        | Agriculteur |

## Population et société

### Démographie
| 1793 | 1800 | 1806 | 1821 | 1831 | 1836 | 1841 | 1846 | 1851 |
| ---- | ---- | ---- | ---- | ---- | ---- | ---- | ---- | ---- |
| 382  | 327  | 426  | 418  | 482  | 448  | 440  | 404  | 416  |

| 1856 | 1861 | 1866 | 1872 | 1876 | 1881 | 1886 | 1891 | 1896 |
| ---- | ---- | ---- | ---- | ---- | ---- | ---- | ---- | ---- |
| 408  | 403  | 393  | 400  | 381  | 378  | 347  | 374  | 370  |

| 1901 | 1906 | 1911 | 1921 | 1926 | 1931 | 1936 | 1946 | 1954 |
| ---- | ---- | ---- | ---- | ---- | ---- | ---- | ---- | ---- |
| 348  | 345  | 321  | 282  | 266  | 280  | 244  | 240  | 224  |

| 1962 | 1968 | 1975 | 1982 | 1990 | 1999 | 2007 | 2012 | 2013 |
| ---- | ---- | ---- | ---- | ---- | ---- | ---- | ---- | ---- |
| 207  | 215  | 210  | 304  | 362  | 390  | 432  | 506  | 508  |

## Culture locale et patrimoine

### Lieux et monuments

#### Église de la Madeleine
L'église de la Madeleine de Mittainvilliers est bâtie sur un plan rectangulaire avec un chevet plat. Sa façade occidentale est précédée d'un porche ou caquetoire. Elle a pour particularité de ne pas avoir de clocher.

L'église de la Madeleine de Mittainvilliers
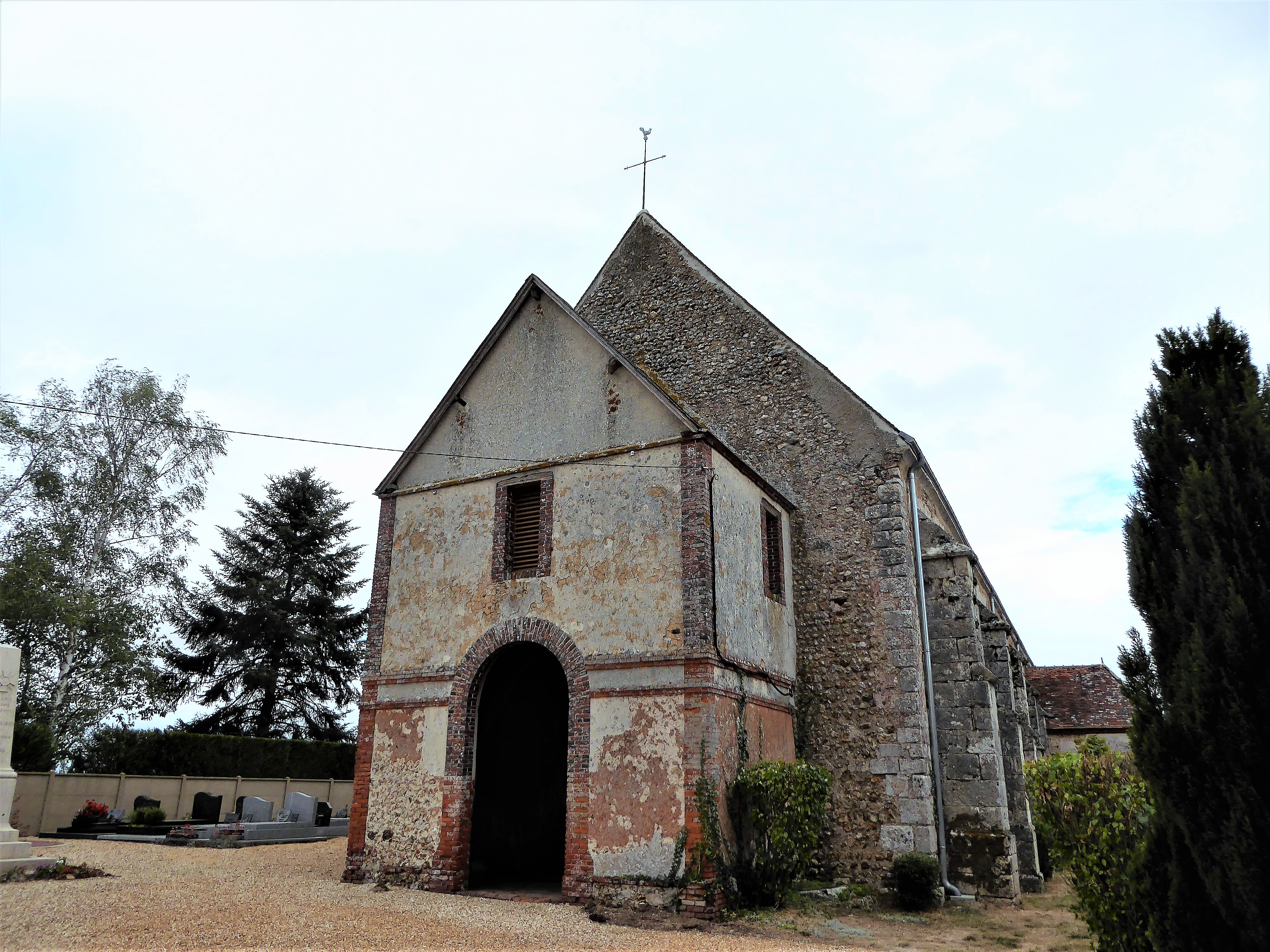
Ensemble sud-ouest.
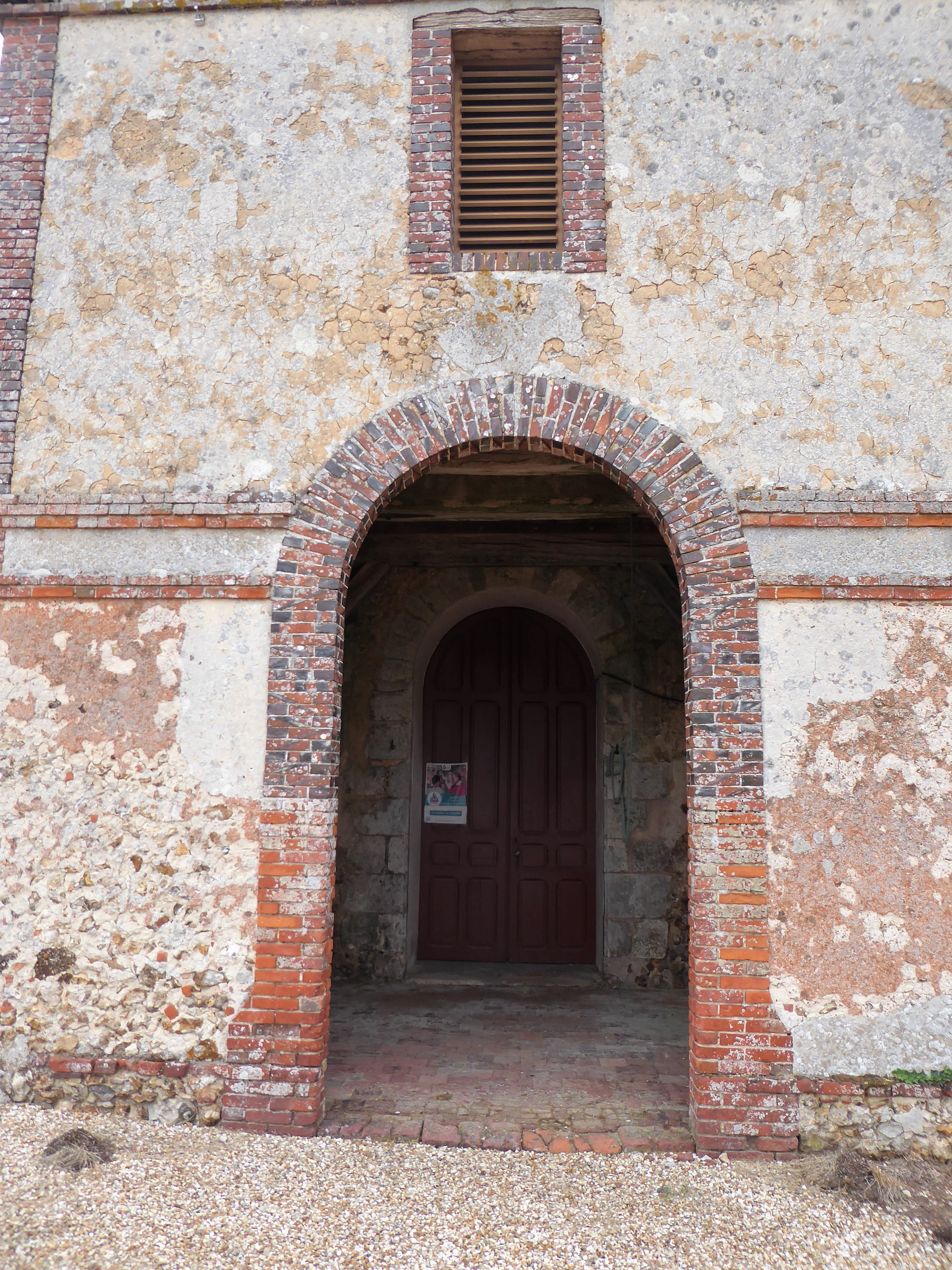
Porche d'entrée.
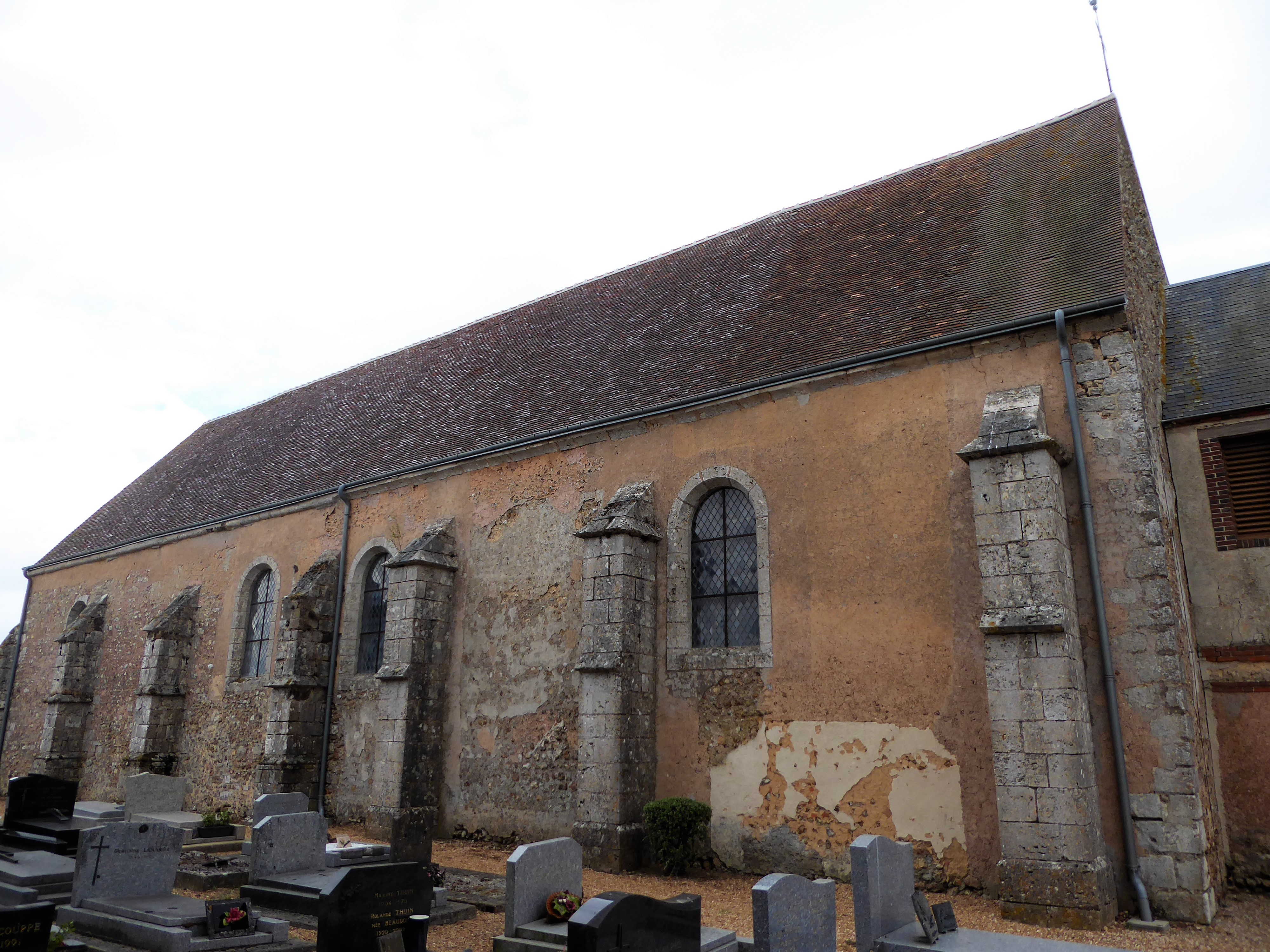
Mur nord.
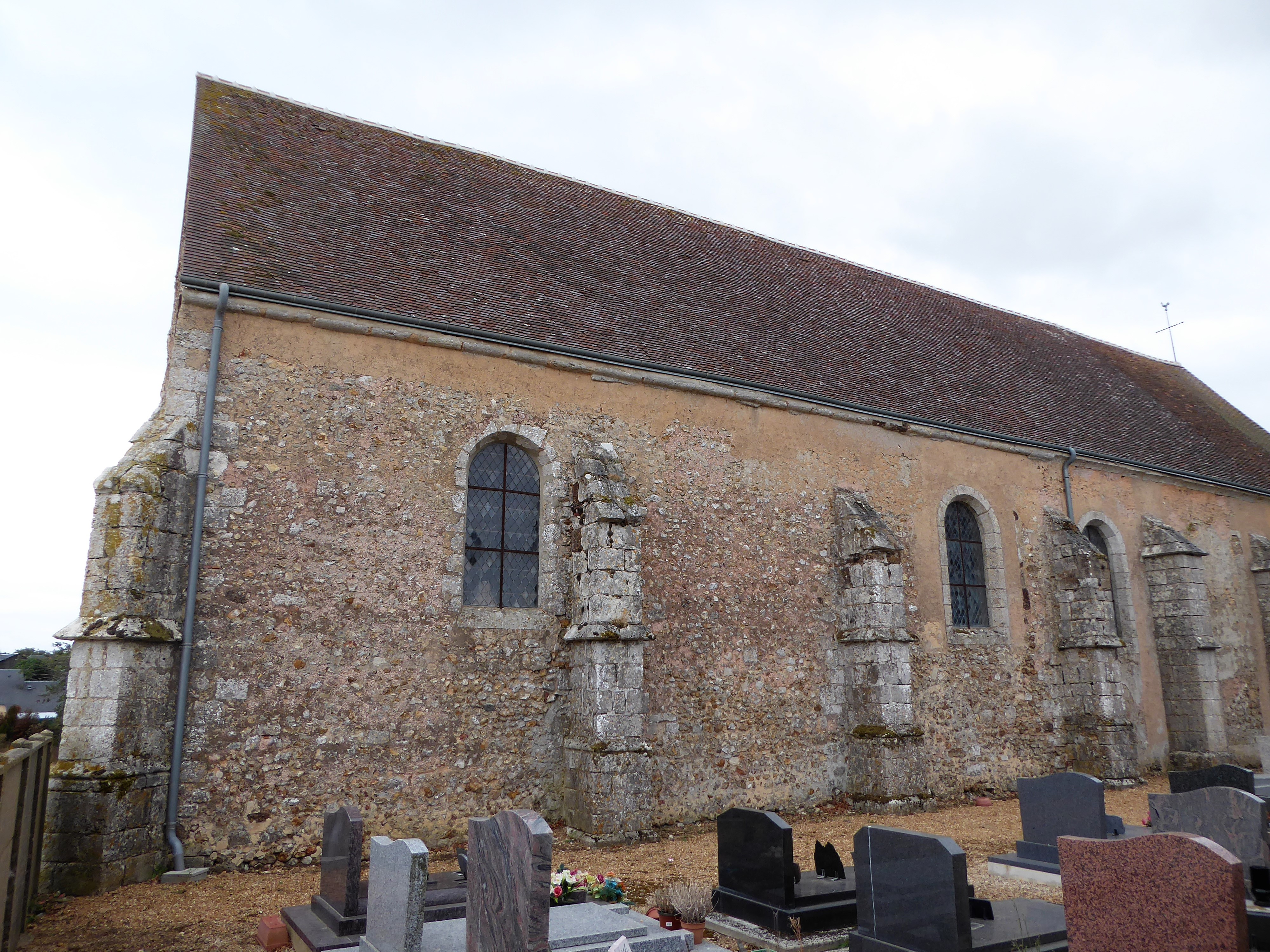
Mur sud.

#### Autres lieux et monuments

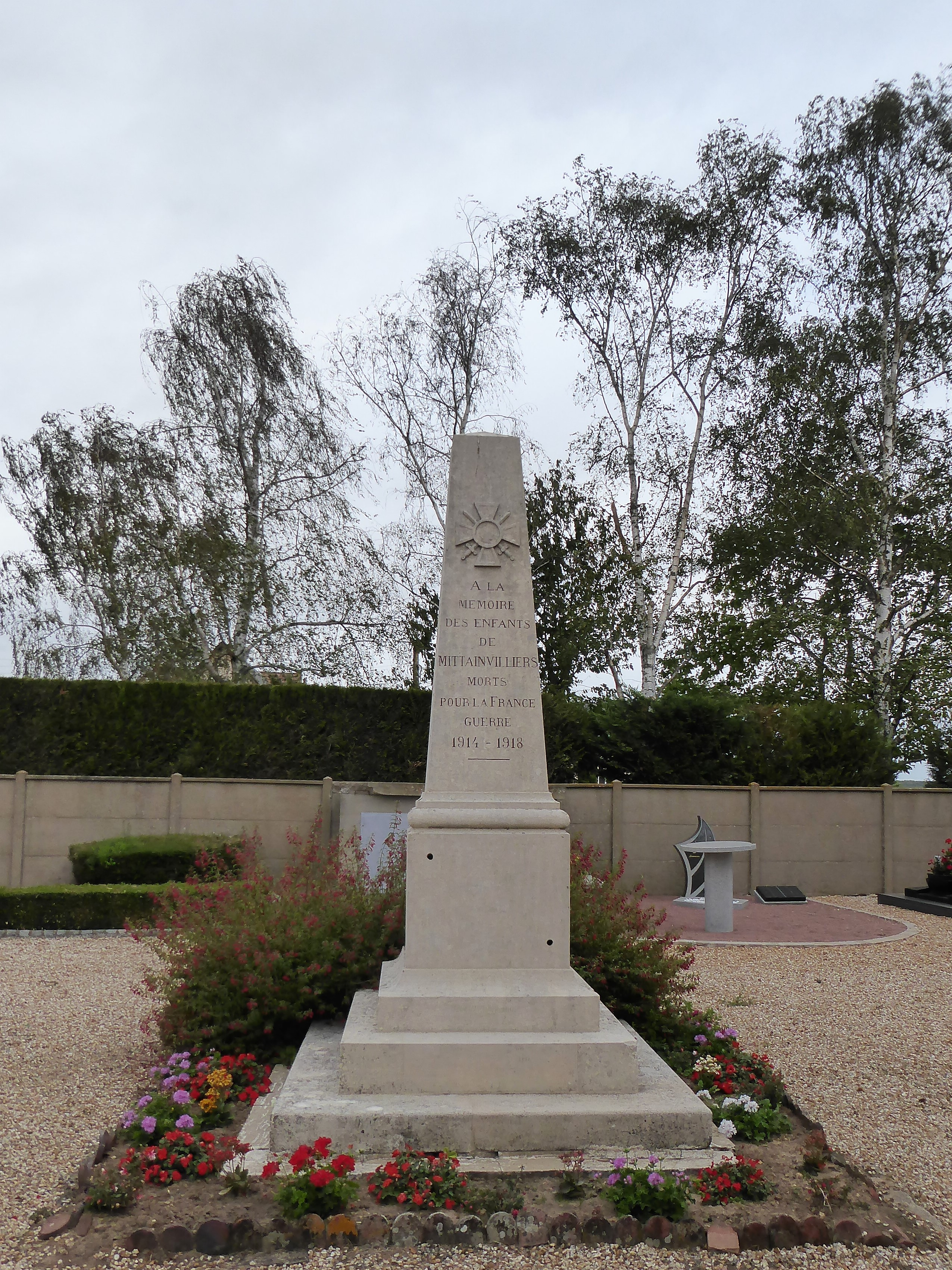
Monument aux morts.

- Le monument aux morts.

### Personnalités liées à la commune
- Thierry Alonso Gravleur (1966-2021), peintre français résidant à Genainvilliers depuis 1995